# Talnikowy-Wasserfall
Der Talnikowy-Wasserfall (russisch Тальниковый водопад) ist ein 482 m hoher Wasserfall im Putorana-Gebirge, dem Nordwestteil des Mittelsibirischen Berglands im Norden von Sibirien, Russland (Asien) und gehört mit dieser Fallhöhe aus mehreren Kaskaden zu den höchsten Wasserfällen der Erde.
Der Wasserfall befindet sich im Westteil des Putorana-Gebirges linksseits bzw. östlich des am Fluss Kureika gelegenen Djupkunsees. Sein Bach, der projiziert auf die Ebene im Wasserfallbereich etwa 1 km lang ist, fällt steil von einem Plateauberg hinab.
Früher wurde die Höhe des selten in der Literatur erwähnten Wasserfalls auf 600 m geschätzt.
Instrumentale Messungen wurden erstmals im Jahr 1990 während einer Expedition in das Gebirge durch Petro Krawtschuk, Autor des naturwissenschaftlichen Buches Geographisches Kaleidoskop (1988), vorgenommen. Die Expedition mit acht Mitgliedern wurde von Boris Babizki (geb. 1936; ehem. UdSSR-Sportler) geleitet. Dabei wurden 482 m Fallhöhe ermittelt. Das Messergebnis erschien in Krawtschuks Buch Rekorde der Natur.